# 井上喜介
井上 喜介（いのうえ きすけ、1992年7月11日 - ）は、日本の俳優。埼玉県出身。ヴィヴィアン所属。

## 出演

### 映画
- アンダードッグ（2020年、東映ビデオ、武正晴監督） - トレーナー 役
- 由宇子の天秤（2020年、春本雄二郎監督） - 学習塾 生徒 役
- メモリードア（2021年、加藤悦生監督） - 山口役
- HiGH&LOW THE WORST ｘ（2022年、二宮“NINO”大輔監督） - 鳳仙学園 生徒 役
- ラーゲリより愛を込めて（2022年、瀬々敬久監督） - 上田猪三郎 一等兵 役
- ゴジラ-1.0（2023年11月3日公開、東宝）

### テレビドラマ
- 防災勇士トリプルウィング（2021年9月25日、チバテレ）主演 - 赤瀬川翼 / ウィングレッド 役
- DOCTOR PRICE 第4話（2025年8月3日、読売テレビ・日本テレビ） - 救急隊員 役[2]

### 舞台
- Kamakaji Lab 第3回公演 「The Elephant Man」 中目黒ウッディーシアター
- 黒田勇樹 作・演出 「この暗闇を超えて、温泉へ行こう!」四谷フラワースタジオ

### CM
- IIJ　「創業30周年記念CM「インターネット・クロニクル」
- IIJ 「いんたーねっとエンジニア - DDoS攻撃 防御篇」
- IIJ 「いんたーねっとエンジニア - 検索篇 」
- IIJ 「Internet Orchestra – インターネットは 人が奏でている - 篇」
- 三井住友カード Custella（カステラ）
- 静鉄バス 「BE HOMETOWN HERO ヒーロー篇」
- スカパー! 「テレビサポーター募集中」
- イソジン「手洗いはせっけん、うがいはイソジン」
- オージーフーズ 採用WEB CM
- 東京スター銀行「世界積立投資の冒険」
- 菱和設備「エアメニティ」
- VISAカード「VISAのタッチ決済」
- 恵の本舗「ジュレマスク 朝の素顔も美しく」

### MV
- センチミリメンタル『リリィ』 2021年11月17日 Release